# 8217 Dominikhašek
8217 Dominikhašek là một tiểu hành tinh vành đai chính được đặt theo tên người phát hiện ra nó, Petr Pravec và Lenka Šarounová tại Đài quan sát thiên văn Ondřejov năm 2003. Nó được phát hiện ngày 21 tháng 4 năm 1995.